# David Nessim Lawrence
David Nessim Lawrence (* 1960) ist ein US-amerikanischer Komponist, Musikproduzent und Schauspieler.

## Herkunft und Werk
Lawrence wurde als Sohn des US-amerikanischen Popsängers Steve Lawrence und Eydie Gormé geboren. Er ist der Cousin von Neil Sedaka, Dara Sedaka, Marc Sedaka und Helene Sedaka. Im Jahr 1986 starb sein Bruder Michael Lawrence im Alter von 23 Jahren.
Am bekanntesten ist David Nessim Lawrence als Komponist für die Soundtracks zu den Filmen American Pie – Wie ein heißer Apfelkuchen (1999), American Pie 2 (2001) und High School Musical (2006). Darüber hinaus schrieb er die Musik für die Fernsehserien Jericho – Der Anschlag, Harper’s Island und Common Law sowie für die Fernsehfilme Rentier Buddy rettet Weihnachten (Snow), StarStruck – Der Star, der mich liebte, Meine Schwester Charlie UNTERWEGS – Der Film sowie Teen Beach Movie und Teen Beach 2. Seine Lieder fanden in verschiedenen Fernsehserien wie Hotel Zack & Cody Verwendung. Einen Auftritt als Schauspieler hatte er in Ist sie nicht großartig? von 2000. Insgesamt schrieb Lawrence dreizehn Soundtracks für Filme, über fünfzig Titel für Serien und Spielfilme und war neunmal in der musikalischen Abteilung als Dirigent oder Musikproduzent tätig.

## Auszeichnungen
Bislang erhielt Lawrence zwei ASCAP Awards, die von der American Society of Composers, Authors and Publishers vergeben werden. 2002 in der Kategorie „Top Box Office Films“ für American Pie 2 und 2009 für High School Musical: Senior Year in derselben Kategorie.